# Phryganopteryx inexpectata
Phryganopteryx inexpectata là một loài bướm đêm thuộc phân họ Arctiinae, họ Erebidae.